# Bill S. Ballinger
William Sanborn Ballinger, più noto come Bill S. Ballinger (Oskaloosa, 12 marzo 1912 – Tarzana, 23 marzo 1980), è stato uno scrittore e sceneggiatore statunitense.
Nato ad Oskaloosa nello Iowa, William Ballinger ha studiato all'Università del Wisconsin, dove si è laureato nel 1934. Ballinger in seguito ha lavorato come pubblicitario e come sceneggiatore per la radio, la televisione e il cinema; fra i film che ha sceneggiato Criminale di turno del 1954.
Ha scritto numerosi romanzi, sia polizieschi, sia di spionaggio sia di fantascienza, usando anche gli pseudonimi Frederic Freyer e B.X. Sanborn.

## Opere
- Non chiamate la polizia! (The Body in the Bed, 1948); I classici del giallo n. 6, Arnoldo Mondadori Editore, 1967
- The Body Beautiful, 1949
- Portrait in Smoke, 1950
- The Darkening Door, 1952
- Rafferty, 1953
- The Black, Black Hearse, 1955 (come Frederic Freyer)
- Il dente e l'unghia (The Tooth and the Nail, 1955); Serie Gialla n. 95, Garzanti, 1957
- Nel vortice del tempo (The Longest Second, 1957), finalista Edgar Award 1958; Serie Gialla n. 159, Garzanti, 1959; I Classici del Giallo n. 1330, Mondadori, 2013
- The Wife of the Red-Haired Man, 1957
- Beacon in the Night, 1958
- Formula for Murder, 1958
- The Doom-Maker, 1959 (come B.X. Sanborn)
- The Blonde on Borrowed Time
- L'uomo che non voleva uccidere (The Fourth of Forever, 1963); Il Giallo Mondadori n. 924, 1966
- Agente Hawks: rapido per Pechino (The Chinese Mask, 1965); Segretissimo n. 122, 1966
- Not I, Said the Vixen, 1965
- Agente Hawks: destinazione Bangkok (The Spy in Bangkok, 1965); Segretissimo n. 145
- The Spy in the Jungle, 1965
- The Heir Hunters, 1966
- The Spy at Angkor Wa, 1966
- The Spy in the Java Sea, 1966
- The Source of Fear, 1968
- The 49 Days of Death, 1969
- Heist Me Higher, 1969
- The Lopsided Man, 1969
- The Corsican, 1971
- The Law, 1975
- L'ultimo guerriero (The Ultimate Warrior, 1975), con Robert Clouse; Urania n. 807, Mondadori, 1979 Agente Hawks: scheda SMS 1967 Segretissimo n. 203